# فهرست عرب‌ها بر پایه دارایی
| علائم   | علائم                       |
| نماد    | توضیحات                     |
| ------- | --------------------------- |
| بی‌تغییر | بدون تغییر نسبت به سال ۲۰۱۳ |
| افزایش  | افزایش نسبت به سال ۲۰۱۳     |
| کاهش    | کاهش نسبت به سال ۲۰۱۳       |

| رتبه | رتبه جهانی | نام                      | دارایی (دلار آمریکا) | شهروندی           | منبع ثروت                       |
| ---- | ---------- | ------------------------ | -------------------- | ----------------- | ------------------------------- |
| ۱    | ۲۶         | ولید بن طلال             | $۱۹٫۶ میلیارد دلار   | عربستان سعودی     | کینگدم هولدینگ کمپانی           |
| ۲    | ۶۳         | محمد العمودی             | $۱۲٫۳ میلیارد دلار   | عربستان سعودی     | کورال هولدینگ                   |
| ۳    | ۷۷         | ناصر الخرافي             | $۱۰٫۴ میلیارد دلار   | کویت              | گروه خرافي                      |
| ۴    | ۱۲۰        | سلیمان عبدالعزیز الراجحی | $۷٫۷ میلیارد دلار    | عربستان سعودی     | بانک الراجحی                    |
| ۵    | ۱۳۶        | محمد بن عیسی الجابر      | $۷٫۰ میلیارد دلار    | عربستان سعودی     |                                 |
| ۶    | ۱۸۲        | ناصف ساویریس             | $۵٫۶ میلیارد دلار    | مصر               | اوراسکام                        |
| ۷    | ۳۱۰        | نجیب انسی ساویرس         | $۳٫۵ میلیارد دلار    | مصر               | اوراسکام                        |
| ۸    | ۳۹۳        | عثمان بن جلون            | $۳٫۱ میلیارد دلار    | مراکش             | بانک بی‌ام‌سی‌ای                   |
| ۹    | ۳۹۳        | انسی ساویریس             | $۳٫۰ میلیارد دلار    | مصر               | اوراسکام                        |
| ۱۰   | ۴۰۹        | نجیب میقاتی              | $۳٫۰ میلیارد دلار    | لبنان             |                                 |
| ۱۱   | ۴۲۰        | عبدالعزیز الغریر         | $۲٫۷ میلیارد دلار    | امارات متحده عربی | شرکت نفت راس الخیمه و بانک مشرق |
| ۱۲   | ۴۵۹        | عبدالله الراجحی          | $۲٫۵ میلیارد دلار    | عربستان سعودی     |                                 |
| ۱۳   | ۴۵۹        | بها حریری                | $۲٫۵ میلیارد دلار    | لبنان             |                                 |
| ۱۴   | ۵۱۲        | محمد العیسی              | $۲٫۳ میلیارد دلار    | عربستان سعودی     |                                 |
| ۱۵   | ۵۱۳        | میلود شعبی               | $۲٫۱ میلیارد دلار    | مراکش             |                                 |
| ۱۶   | ۵۹۵        | سعد حریری                | $۲ میلیارد دلار      | لبنان             |                                 |
| ۱۷   | ۵۹۵        | محمد منصور               | $۲ میلیارد دلار      | مصر               | گروه منصور                      |
| ۱۸   | ۷۳۶        | صالح عبدالله کامل        | $۱٫۷ میلیارد دلار    | عربستان سعودی     | گروه دله البرکه                 |
| ۱۹   | ۹۹۳        | ماجد الفطیم              | $۱٫۲ میلیارد دلار    | امارات متحده عربی | گروه ماجد الفطیم                |
| ۲۰   | ۹۹۳        | محمد الفاید              | $۱٫۲ میلیارد دلار    | مصر               |                                 |